# Karl Gustav Stricker Brøndsted
Karl Gustav Stricker Brøndsted (13. december 1915 – 27. februar 1945) var en dansk modstandsmand.

## Biografi
K.G.S. Brøndsted blev født i Hellerup den 13. december 1915 som søn af lærer, cand. theol. Gustav Hans Brøndsted og Frederikke Agathe født Stricker og døbt i Hellerup kirke fastelavnssøndag året efter. Han gik på Maglegårdsskolen, Hellerup Realskole og på Øregaard Gymnasium 1927-1929.
Han var i gartnerlære 1930-1932. Året efter tog han på jordomsejling med skibet "Falstria". 1933-34 var han på Skoleskibet Danmarks jomfrurejse. Han sejlede 1934-1937 med flere af Ø.K.s skibe til Asien og Amerika.
30. november 1936 blev han gift med Ruth Grigorow Binder, og han slog sig ned som radiforhandler i Vordingborg i 1938. 1938-1940 var han ansat hos Bang og Olufsen i Struer.
Under besættelsen var han på I. Lystagers lynlåsefabrik 1940-1941 og varmemester på Carlsberg Laboratorium 1941-45 samt C.B. brandmand på hhv. Randersgades Skole på Østerbro og Enghavevejens brandstation i Valby.

### Modstandsbevægelsen
Hans illegale arbejde startede få dage efter besættelsen. Han skaffede eftersøgte husly og deltog efterhånden i illegalt bladarbejde. Som brandmand kunne han bevæge sig ret frit og foretage illegale transporter. I 1943 var han med til redningen af de danske jøder, da han via sin lillebroder, som var ansat ved kystpolitiet ved Gilleleje, kunne formidle sikre flugtruter.
Hans modstandsgruppe var tilknyttet Københavnsledelsen (K.L. A8V) og udførte våbentransporter, fremskaffelse af biler og benzin samt stikkerlikvideringer og sabotageaktioner, og Brøndsted deltog i det hele. Men efter at en kammerat var anholdt og under tortur havde afsløret medlemmerne af gruppen, blev Brøndsted anholdt af HIPO natten mellem 24. og 25. januar 1945. Han blev udsat for tortur under fængslingen, men det lykkedes ikke tyskerne at få ham til at afsløre sine kammerater. Tyskerne dømte ham til døden, og 27. februar blev han ført til Ryvangen hvor han sammen med ni andre blev henrettet ved skydning.

## Efter hans død
Kirkebogsindførslen om hans død indeholder bemærkningen 'Sk.a. 23/6 45 Kbhvn. Henrettet ved Skydning af Tyskerne', hvor de to første forkortelser åbenbart skal læses 'Skrivelse af'. Den tilsvarende kirkebogsindførsel for en anden københavnsk modstandsmand, Otto From-Petersen, indeholder bemærkningen 'Fundet i Ryvangen Ligsynet 26 Juni 1945 paa Retsmedicinsk Institut. Drab (Skud)'. Bemærkningen om Brøndsteds død kan derfor betyde at hans jordiske rester den 23. juni 1945 har været til ligsyn på Retsmedicinsk Institut.
Efter en jordpåkastelse den 28. august 1945 i Hellerup kirke blev Brøndsted sammen med 105 andre ofre for besættelsen dagen efter begravet i Mindelunden i Ryvangen af biskop Hans Fuglsang-Damgaard i en stort anlagt begravelse med deltagelse af kongehuset, regeringen og repræsentanter fra modstandsbevægelsen.
Året efter skrev hans far bogen Derfor blev han Frihedskæmper – Til minde om Karl Gustav Stricker Brøndsted.